# Ходзько, Ян
Ян Боре́йко Хо́дзько (пол. Jan Borejko Chodźko; 24.06.1777, Кривичи — 10.11.1851, Заславль) — польский литератор, юрист, общественный деятель, великий магистр масонской ложи «Северный факел» в Минске.

## Биография
Ян Ходько Борейко родился в имении Кривичи Вилейского уезда, Минского воеводства (сейчас Мядельский район). Имение принадлежало его родителям — шляхтичу Юзефу герба «Костеша» и Констанции из Буйницких. Нанятые родителями гувернёры дали Яну первоначальное образование, после чего он продолжил учёбу в Кривичской школе Ордена тринитариев. Позднее окончил Виленскую главную школу (пол. Szkoła Główna Wileńska, с 1803 года преобразована в университет). Занимался литературным творчеством, юриспруденцией и общественной деятельностью.
Отец умер рано. Для того, чтобы избежать опекунства при ведении хозяйства, юноша обратился к королю Станиславу Августу Понятовскому с ходатайством о признании его совершеннолетним. В 16 лет Ян был избран гражданско-военным комиссаром Ошмянского уезда. На Гродненском сейме 1794 года Ян Ходзько был признан совершеннолетним. В 1795 году стал работать асессором суда в Поставах, потом там же стал работать подсудком.
В 1808 году Яна Ходзько назначили подкаморием Вилейского уезда. В его обязанности входило рассмотрение земельных споров. В 1811 году занимал должность президента земского Трибунала по Минской губернии. Являлся визитатором школ Виленской и Минской губерний.
С воодушевлением воспринял известие о вторжении Великой армии Наполеона Бонапарта в пределы Российской империи летом 1812 года в надежде на то, что французский император восстановит независимость Речи Посполитой.
Помешал жителям Минска уничтожить имевшиеся в городе запасы провианта, которые и достались в добычу французской армии.
После отступления российской армии из Минска стал начальником Второго департамента (отдела) губернского суда и возглавил Временный совет города.
26 июня 1812 года вместе с минским подкоморием князем Михаилом Пузыной и паном Сераковским хлебом и солью встречали маршала Французской империи Даву возле Раковской заставы в Минске. Был назначен вице-председателем финансового отдела администрации Минского Департамента. 12 августа 1812 года был включен в состав Комиссии для наблюдения за военными лазаретами Минска.
24 сентября 1812 года президент города Ян Ходзько выступил с торжественной речью в Кафедральном костёле Минска по случаю побед Наполеона и занятия французами Москвы. Его речь оканчивалась словами: «Да здравствует же Великий Наполеон, избавитель Поляков!» Текст выступления был напечатан на страницах газеты пол. «Tymczasowa Gazeta Mińska» («Временная минская газета»).
После поражения французов Ян Ходзько вынужден был покинуть родину и возвратился только после амнистии, объявленной императором Александром I. Вновь стал активно участвовать в общественной жизни.
В 1816 году для отстаивания интересов царской казны в радзивилловских делах была создана Прокуратория радзивилловской массы. Прокуратором был назначен президент Главного суда 2-го департамента Минской губернии Ян Ходзько. В дополнение, его назначили почётным наблюдателем Дисненского уезда и секретарем Благотворительного общества в Минске.
В том же году написал научно-исследовательский трактат «Об эксдивизиях или о судебном разделе имения должника в пользу кредиторов».
В 1816 году по его инициативе была создана масонская ложа «Северный факел» в Минске. Ян Ходько стал Великим магистром ложи. К 1822 году ложа насчитывала по списку 152 «вольных каменщиков».
В марте 1818 года Я. Ходзько уволился с должности прокуратора радзивиловской массы и передал дела Михаилу Залесскому. Занявшись проблемами просвещения в крае, Ян Ходзько напечатал в журнале пол. «Dzieje Dobroczynności Krajowey i Zagraniczney» («История благотворительности национальной и заграничной», № 1, август 1820) статью, в которой высказался за распространение образования среди народа.
В 1826 году Ян Ходзько был арестован по делу филоматов и вывезен в Санкт-Петербург. Во время следствия находился в Петропавловской крепости, затем был приговорен к 2 годам тюремного заключения. В 1828 году его выслали с территории бывшей Речи Посполитой: сначала в Петербург, затем в Воронеж, Вятку и Пермь под полицейский надсмотр. Из ссылки Яну Ходько удалось бежать.
В 1830—1831 годах он принимал участие в польском национально-освободительном восстании. После подавления восстания он был сослан на Урал.
В 1834 году он вернулся в Кривичи в возрасте 57 лет. Дома его встречали мать, жена, дочь Софья и сын Феликс. Хозяйство в Кривичах пришло в упадок. Из-за недостатка финансовых средств, вынужден был продать свое имение. Ян вместе с женой Кларой приобрел небольшой господский дом Яновщину. После смерти зятя, вместе с женой переехал к своей дочери Софье в имение Роговичи, расположенное в 22 км западнее Минска (ныне не существует, располагалось на территории нынешнего Горанского сельсовета Минского района).

В 1851 году по дороге в Минск он заболел и в Заславле умер. Он похоронен на католическом кладбище возле костёла Рождества Пресвятой Девы Марии в Заславле.
«Ян был русым блондином, с лицом, может, не так красивым в своих штрихах, как значительным. Его большие голубые глаза имели особенное выражение доброты и благородства. Характер у него был живой и легкий, а приветливым обхождением и исключительно плавным произношением пленял и без преувеличения, можно сказать, даже околдовывал всех», — вспоминал о нем Доминик Цезарий Ходзько.

## Творчество

### «Пан Ян из Свислочи»
Когда летом 1812 года армия Наполеона приближалась к Минску Ян Ходзько написал на злобу дня комедию «пол. Litwa oswobodzona, czyli przeyście Niemna» («Освобождённая Литва, или Переход через Неман»), полное наименование пьесы «пол. Litwa oswobodzona, czyli przejście Niemna. Komedia oryginalna wierszem w 1 akcie, do szczęśliwego odrodzenia się ojczyzny naszej zastosowana» («Освобождённая Литва, или Переход через Неман. Оригинальная комедия в стихах в 1 акте, счастливому возрождению Отчизны нашей посвящённая»), которая с большим успехом шла во всех местных театрах.
Входил в состав виленского литературного либерального просветительского общества «шубравцев» (псевдоним Вайжгантос). В 1816 году написал трагедию «пол. Кракус».
В 1817 году в Минске отдельной книгой была издана его комедия «Освобождённая Литва, или переход через Неман». В 2002 году комедия была издана в переводе на белорусской язык.
Ходзько стал приобретать известность в литературе начиная с 1821 года, когда он написал сочинение «пол. Pan Jan ze Świsłoczy, kramarz wędrujący»(«Пан Ян из Свислочи, странствующий торговец») (Вильна, 1821). Эта книга стала первым в своем жанре краеведческим описанием Белоруссии. Признанная школьным комитетом Виленского университета классическим произведением, книга была рекомендована для приходских училищ и переведена на литовский язык. Сочинение было настолько популярным, что в истории культуры Польши, Литвы и Белоруссии за Яном Ходзько прочно закрепилось втрое — поэтическое имя — «Пан Ян из Свислочи».
Особенно активно писательской деятельностью Ян Ходзько стал заниматься во время своего проживания в Яновщине. В 1837 году Ходзько начал издавать собрание своих сочинений под названием «пол. Pisma we 12 tomikach» («Произведения в 12 томиках», Вильна, 1837). В это собрание вошли повести, рассказы, научно-исторические работы и статьи по истории Минщины из эпохи XVIII века, мемуары, оригинальные и переводные комедии, в том числе «англ. Brat i siostra.» («Брат и сестра»), «англ. Pani Kasztelanowa i jej sąsiedztwo» («Жена каштеляна и её соседи», 1837), «пол. Państwo Cześnikostwo» («Чета Чесниковских»).
Ян Ходзько написал также две трагедии в стихах: «пол. Bolesław Krzywousty» («Болеслав Кривоустый») и «пол. Krakus, książę Polski» («Кракус, князь польский»), отрывки из которых печатались в польском литературно-художественном и научно-популярном журнале «пол. Dziennik Wileński» («Виленский дневник»). Первая из этих трагедий была поставлена на сцене.
Он пользовался творческими псевдонимами: пол. Jan ze Świsłoczy; пол. Autor «Pana Jana ze Świsłoczy»; пол. J. C.; пол. Jan Ch…….; пол. Jan ze Św…..; пол. Jan ze Św……. herbu Kościesza; пол. Wajżgantos.
Владислав Сырокомля сравнивал литературный дар Яна Ходзько с талантом Лафонтена. К его стихотворению «Как кто меня полюбит» композитором Станиславом Монюшко была написана музыка. В переводе на белорусский язык стихи Яна Ходзько были опубликованы в сборнике «бел. Раса нябёсаў на зямлі тутэйшай: Беларуская польскамоўная паэзія ХІХ стагоддзя: Вершы» («Роса небесная на земле здешней: Белорусская польскоязычная поэзия XIX века: стихотворения», Мiнск, 1998).
Наиболее обширная библиография творчества Яна Ходзько представлена в исследовании Доминика Цезария Ходзько «пол. Jan Chodźko: obrazek życiorysowy» («Ян Ходзько. Биографическая зарисовка», которое было напечатано в журнале «пол. Teka Wileńska» («Тетрадь Виленская», 1858 год, № 5) и других.

## Семья
Жена — Клара из рода Корсаков (1770—1852).
Дети — шестеро сыновей и одна дочь:
- Станислав Игнатий Ходзько (1794—1861) — химик, профессор, публиковал работы по земледелию;
- Владислав Ходзько (1799—1842) — судья, заседатель суда Вилейского уезда. Жизнь окончилась трагически — когда заболел, застрелился на квартире в Вилейке;
- Юзеф Ходзько (1800—1891) — генерал российской армии, известный учёный - военный  геодезист, географ и картограф. Впервые осуществил Большую триангуляцию гор Кавказа, названную его именем. На ее основе создал первые карты Кавказа на строгой математической основе. Впервые в мировой практике в 1850 производил точные геодезические измерения с вершины горы Большой Арарат непрерывно в течение нескольких дней. Автор теории образования гор Кавказа и первой научно обоснованной схемы орографии горной страны Кавказ. Императорское Русское географическое общество наградило его золотой Константиновской медалью за труды на пользу географии. Кавалер ряда орденов Российской империи за участие в боевых действиях на Кавказе;
- Феликс Наполеон Ходзько — возглавлял повстанческий отряд в Кривичах во время восстания 1830—1831 годов; в эмиграции работал инженером на железных дорогах во Франции. За достижения в области физики был награжден золотой медалью;
- Александр Ходзько (1804—1891) — поэт-романтик, фольклорист, профессор славянских литератур, увлекался востоковедением. Издал 5 научных работ, записал фольклор туркменов, персов, составил турецкий разговорник;
- Михал Ян Ходзько (1808—1879) — также участник восстания 1830—1831 годов, написал поэмы «Десять картинок из поездки в Польшу» и «Два Акта», семь исследовательских работ по краеведению, переводил с немецкого и английского языков;
- Софья Ходзько — жила с мужем в имении Роговичи, позднее перебралась на Кавказ в город Тифлис к брату Юзефу, генералу российской армии.

Леонард Ходько (1800—1871) — двоюродный брат Яна Ходзьки; историк, географ, картограф, издатель, архивариус и общественный деятель.
Племянником Яна Ходзьки был историк и писатель Игнацы Ходзько (1794—1861).

Такое созвездие творчески одаренных людей в семье Яна Ходьки стало основанием для следующих слов мемуариста Станислава Моравского: 
«Грешно сказать, что где когда-нибудь был Ходзько, то способный. Дурака с этим именем я не знал».

## Награды
- Орден Святой Анны 2-й степени;
- Орден Святого Владимира 4-й степени.

### Письма и деловая переписка
- Do I. Werowskiego z lat: 1807. 1815, 1821, ogł. S. Dąbrowski: «Jan Chodźko do Ignacego Werowskiego. (Okruchy z dziejów sceny wileńskiej)», Comoedia 1939, nr 5
- Mowy z roku 1811 i odezwy znajdowały się w Bibliotece im. Wróblewskich, Wilno, rękopis: sygn. 877
- Raporty z wizytacji szkół znajdowały się w Aktach Kuratorii Wileńskiej, rękopis: sygn. 347, 400 i w Archiwum byłego Okręgu Naukowego Wileńskiego, rękopis: sygn.: 67/1819; 36/1821; 10, 20 i 64/1822
- Raporty z wizytacji szkół na Litwie i Białorusi, rękopis: Biblioteka Narodowa (BOZ, sygn. 1742).